# Panhard & Levassor Type U8
Der Panhard & Levassor Type U8 ist ein Pkw-Modell der 1910er Jahre. Hersteller war Panhard & Levassor in Frankreich.

## Beschreibung
Die Fahrzeuge haben einen Ottomotor. Der Motorcode lautet „V6R“.
Der Sechszylinder-Reihenmotor hat 90 mm Bohrung, 130 mm Hub und 4962 cm³ Hubraum. Er wurde im ersten Jahr auch 30 CV und 24 CV, im zweiten Jahr 30/24 CV und im dritten Jahr 24 CV genannt. Die Leistung des Frontmotors wird über ein Vierganggetriebe und Ketten an die Hinterachse übertragen.
Bekannt sind Aufbauten als Limousine.
Die Produktion lief von Februar 1910 bis Mai 1912. In den einzelnen Kalenderjahren wurden 66, 31 und 21 Fahrzeuge hergestellt. Zusammen sind das 118 Fahrzeuge, von denen 35 exportiert wurden.
Der Vorgänger Type U5 hatte einen Motor mit denselben Zylinderabmessungen, aber einem anderen Motorcode.